# الكويت في الألعاب الأولمبية الصيفية 1988
شاركت الكويت في الألعاب الأولمبية الصيفية 1988 التي أقيمت في سيول، كوريا الجنوبية. شارك 25 رياضيًا، جميعهم من الرجال، في 24 منافسة ضمن 7 رياضات.

## المتنافسون
القائمة التالية توضح عدد المشاركين في كل رياضة.
| الرياضة     | الرجال | النساء | الإجمالي |
| ----------- | ------ | ------ | -------- |
| ألعاب القوى | 6      | 0      | 6        |
| الملاكمة    | 3      | –      | 3        |
| الغطس       | 1      | 0      | 1        |
| المبارزة    | 8      | 0      | 8        |
| الجودو      | 4      | –      | 4        |
| التجديف     | 1      | 0      | 1        |
| السباحة     | 2      | 0      | 2        |
| المجموع     | 25     | 0      | 25       |

## ألعاب القوى

### الرجال

#### سباقات المضمار
| Athlete      | Events         | التصفيات | التصفيات | الدور 2 | الدور 2 | نصف النهائي | نصف النهائي | النهائي  | النهائي  |
| Athlete      | Events         | الوقت    | المركز   | الوقت   | المركز  | الوقت       | المركز      | الوقت    | المركز   |
| ------------ | -------------- | -------- | -------- | ------- | ------- | ----------- | ----------- | -------- | -------- |
| جاسم الدويلة | 400 متر حواجز ‏ | 51.87    | 31       |         |         | لم يتأهل    | لم يتأهل    | لم يتأهل | لم يتأهل |
| زياد الخضر   | 110متر حواجز ‏  | 14.44    | 30       | 14.56   | 31      | لم يتأهل    | لم يتأهل    | لم يتأهل | لم يتأهل |

#### مسابقات الميدان
| الرياضي      | المنافسة       | الـصفيات | الـصفيات | النهائي  | النهائي  |
| الرياضي      | المنافسة       | المسافة  | المركز   | المسافة  | المركز   |
| ------------ | -------------- | -------- | -------- | -------- | -------- |
| وليد البخيت  | رمي المطرقة ‏   | 63.86 م  | 27       | لم يتأهل | لم يتأهل |
| مرزوق اليوحة | الوثب الثلاثي ‏ | 15.72 م  | 28       | لم يتأهل | لم يتأهل |
| غانم مبروك   | رمي الرمح ‏     | 65.84 م  | 35       | لم يتأهل | لم يتأهل |
| محمد زنقاوي  | دفع الجلة ‏     | 15.92 م  | 20       | لم يتأهل | لم يتأهل |

## الملاكمة
| الرياضي          | المسابقة        | الدور 64                                | الدور 32                   | الدور 16                                         | ربع النهائي     | نصف النهائي     | النهائي         |
| الرياضي          | المسابقة        | المنافس النتيجة                         | المنافس النتيجة            | المنافس النتيجة                                  | المنافس النتيجة | المنافس النتيجة | المنافس النتيجة |
| ---------------- | --------------- | --------------------------------------- | -------------------------- | ------------------------------------------------ | --------------- | --------------- | --------------- |
| علي البلوشي      | وزن فوق الثقيل ‏ |                                         |                            | أليكساندر ميروشنيشنكو (الاتحاد السوفيتي) · L 5-0 | لم يتأهل        | لم يتأهل        | لم يتأهل        |
| حسين المطيري ‏    | وزن الذبابة     |                                         | ألفرد كوتي (غانا) · L RSCO | لم يتأهل                                         | لم يتأهل        | لم يتأهل        | لم يتأهل        |
| Saud Al-Muwaizri | وزن بانتام ‏     | Katsuyoki Matsushima (اليابان) · L RSCH | لم يتأهل                   | لم يتأهل                                         | لم يتأهل        | لم يتأهل        | لم يتأهل        |

## الغطس
الرجال
| الرياضي    | المنافسة     | التصفيات التمهيدية | التصفيات التمهيدية | النهائي  | النهائي  |
| الرياضي    | المنافسة     | النقاط             | الترتيب            | النقاط   | الترتيب  |
| ---------- | ------------ | ------------------ | ------------------ | -------- | -------- |
| ماجد التقي | منصة 3 أمتار | 387.60             | 31                 | لم يتأهل | لم يتأهل |

## المبارزة
الرجال
| الرياضي                                                      | المنافسة          | الدور التمهيدي                                                            | دور الـ 32 | دور الـ 16 | ربع النهائي | نصف النهائي | النهائي  | الترتيب النهائي |
| ------------------------------------------------------------ | ----------------- | ------------------------------------------------------------------------- | ---------- | ---------- | ----------- | ----------- | -------- | --------------- |
| خالد العوضي                                                  | سلاح الشيش        |                                                                           | لم يتأهل   | لم يتأهل   | لم يتأهل    | لم يتأهل    | لم يتأهل | 62              |
| محمد الحمّر                                                   | سلاح المبارزة     |                                                                           | لم يتأهل   | لم يتأهل   | لم يتأهل    | لم يتأهل    | لم يتأهل | 44              |
| يونس المشموم                                                 | سلاح المبارزة     |                                                                           | لم يتأهل   | لم يتأهل   | لم يتأهل    | لم يتأهل    | لم يتأهل | 53              |
| صقر السريعي                                                  | سلاح الشيش        |                                                                           | لم يتأهل   | لم يتأهل   | لم يتأهل    | لم يتأهل    | لم يتأهل | 61              |
| خالد جهرمي ‏                                                  | سلاح المبارزة     |                                                                           | لم يتأهل   | لم يتأهل   | لم يتأهل    | لم يتأهل    | لم يتأهل | 62              |
| سلمان محمد                                                   | سلاح الشيش        |                                                                           | لم يتأهل   | لم يتأهل   | لم يتأهل    | لم يتأهل    | لم يتأهل | 64              |
| خالد العوضي فيصل الحرشاني صقر السريعي خالد جهرمي ‏ سلمان محمد | فرق سلاح الشيش    | ألمانيا الشرقية · خسر 0-9 · الصين · خسر 3-9 · بريطانيا العظمى · خسر 5-9 · |            |            | لم يتأهل    | لم يتأهل    | لم يتأهل | 15              |
| محمد الحمّر يونس المشموم ناهض المرض خالد جهرمي ‏               | فرق سلاح المبارزة | فرنسا · خسر 0-9 · بولندا · خسر 1-9 ·                                      |            |            | لم يتأهل    | لم يتأهل    | لم يتأهل | 18              |

## الجودو
الرجال
| الرياضي       | الفئة   | دور الـ 32                        | دور الـ 16                           | ربع النهائي     | نصف النهائي     | جولة الترضية الأولى | ربع نهائي الترضية | نصف نهائي الترضية | النهائي         |
| الرياضي       | الفئة   | المنافس النتيجة                   | المنافس النتيجة                      | المنافس النتيجة | المنافس النتيجة | المنافس النتيجة     | المنافس النتيجة   | المنافس النتيجة   | المنافس النتيجة |
| ------------- | ------- | --------------------------------- | ------------------------------------ | --------------- | --------------- | ------------------- | ----------------- | ----------------- | --------------- |
| يوسف الحماد ‏  | −86 كجم | Canu (فرنسا) · خسر 0000-0200      | لم يتأهل                             | لم يتأهل        | لم يتأهل        | لم يتأهل            | لم يتأهل          | لم يتأهل          | لم يتأهل        |
| عادل النجادة ‏ | −71 كجم | Aquino (كندا) · خسر 0000-1001     | لم يتأهل                             | لم يتأهل        | لم يتأهل        | لم يتأهل            | لم يتأهل          | لم يتأهل          | لم يتأهل        |
| هشام الشرف    | −78 كجم | Aquino (غوام) · فاز 1011-0000     | Erhembayar (منغوليا) · خسر 0000-0000 | لم يتأهل        | لم يتأهل        | لم يتأهل            | لم يتأهل          | لم يتأهل          | لم يتأهل        |
| حسين صفر ‏     | −65 كجم | Elmamoun (المغرب) · خسر 0010-0000 | لم يتأهل                             | لم يتأهل        | لم يتأهل        | لم يتأهل            | لم يتأهل          | لم يتأهل          | لم يتأهل        |

## السباحة
| الرياضي       | السباق              | التصفيات | التصفيات | نصف النهائي | نصف النهائي | النهائي  | النهائي  |
| الرياضي       | السباق              | الوقت    | المركز   | الوقت       | المركز      | الوقت    | المركز   |
| ------------- | ------------------- | -------- | -------- | ----------- | ----------- | -------- | -------- |
| حسن الشمري    | 50 متر سباحة حرة    | 26.27    | 61       | لم يتأهل    | لم يتأهل    | لم يتأهل | لم يتأهل |
| حسن الشمري    | 100 متر سباحة حرة   | 56.44    | 65       | لم يتأهل    | لم يتأهل    | لم يتأهل | لم يتأهل |
| سلطان العتيبي | 200 متر فراشة       | 2:12.89  | 38       | لم يتأهل    | لم يتأهل    | لم يتأهل | لم يتأهل |
| سلطان العتيبي | 200 متر فردي متنوع ‏ | 2:15.63  | 42       | لم يتأهل    | لم يتأهل    | لم يتأهل | لم يتأهل |
| سلطان العتيبي | 400 ‏ متر فردي متنوع | 4:50.16  | 31       | لم يتأهل    | لم يتأهل    | لم يتأهل | لم يتأهل |

## الروابط الخارجية
- التقارير الاولمبية الرسمية